# Nicholas Varopoulos
Nicholas Theodore Varopoulos (grec: Νικόλαος Βαρόπουλος, Nikolaos Varopoulos, també Nicolas Varopoulos; nascut el 16 de juny de 1940) és un matemàtic grec, que treballa en l'anàlisi harmònica i especialment en l'anàlisi dels grups de Lie. 
Varopoulos és fill del professor de matemàtiques de Tessalònica Theodore Varopoulos (1894–1957). Nicholas Varopoulos va rebre el seu doctorat el 1965 a la Universitat de Cambridge sota la direcció de John Hunter Williamson. Allí va ser el 1965 professor de matemàtiques. En el curs acadèmic 1966-1967 va estar a l'Institut d'Estudis Avançats de Princeton, Nova Jersey. Varopoulos es va convertir en professor de la Universitat Pierre et Marie Curie (Universitat París VI).
El 1968 Varopoulos convertir en el primer receptor del Premi Salem. El 1990 va ser un orador convidat al Congrés Internacional de Matemàtics de Kyoto (Anàlisi i geometria en grups) el 1970 a Niça (Grups de funcions contínues en anàlisi harmònica). Els seus estudiants de doctorat inclouen Thomas William Körner i Laurent Saloff-Coste.

## Publicacions
- «Tensor analysis and harmonic analysis». Acta Mathematica, 119, 1, 1967, pàg. 51–112. DOI: 10.1007/bf02392079.[Enllaç no actiu]
- with D. L. Salinger:  «Convolutions of measures and sets of analyticity». Math. Scand., 25, 1969, pàg. 5–18. JSTOR: 24489805.
- «Groups of continuous functions in harmonic analysis». Acta Mathematica, 125, 1970, pàg. 109–152. DOI: 10.1007/BF02392332.[Enllaç no actiu]
- «Sur le réunion de deux ensembles de Helson Sér. A–B». C. R. Acad. Sci. Paris, 271, 1970, pàg. 251–253.
- «Une remarque sur les ensembles de Helson». Duke Math. J., 43, 2, 1976, pàg. 387–390. DOI: 10.1215/s0012-7094-76-04334-9.
- «BMO functions and the ∂-equation». Pacific J. Math, 71, 1, 1977, pàg. 221–273.
- «A remark on functions of bounded mean oscillation and bounded harmonic functions. Addendum to "BMO functions and the ∂-equation".». Pacific J. Math., 74, 1, 1978, pàg. 257–259. DOI: 10.2140/pjm.1978.74.257.
- «Zeros of Hp functions in several complex variables». Pacific J. Math, 88, 1, 1980, pàg. 189–246. DOI: 10.2140/pjm.1980.88.189.
- «A probabilistic proof of the Garnett-Jones theorem on BMO». Pacific J. Math., 90, 1, 1980, pàg. 201–221. DOI: 10.2140/pjm.1980.90.201.
- «Isoperimetric inequalities and Markov chains». J. Funct. Anal., 63, 2, 1985, pàg. 215-239. DOI: 10.1016/0022-1236(85)90086-2.
- with Laurent Saloff-Coste, Thierry Coulhon: Analysis and Geometry on Groups. Cambridge University Press, 1992[2]